# Hengnan
Hengnan  (en chino, 衡南; pinyin, Héng·Nán (escuchar)ⓘ) es un condado  bajo la administración directa de la Prefectura Hengyang en la Provincia de Hunan, República Popular China.  Su área es de 2614 km² y su población total para 2010 superó los 950 mil habitantes. 

## Administración
Desde abril de 2024, el Condado Hengnan  se divide en 23 pueblos que se administran en 3 subdistritos,  19 poblados y 1 villa.

## Toponimia
El topónimo Hengnan [/Jən-nan/] se compone de los sinogramas Heng (nombre propio) y Nan (sur), lo que da como resultado "al sur del Heng", en referencia a la montaña Heng (衡山 Hengshan), una de las Cinco montañas sagradas del taoísmo en el país.